# Tylko tańczę
Tylko tańczę – piąty singel polskiej piosenkarki Lanberry z jej trzeciego albumu studyjnego, zatytułowanego Co gryzie panią L?. Singel został wydany 31 marca 2021.

## Geneza utworu i historia wydania
Utwór napisali i skomponowali Małgorzata Uściłowska, Dominic Buczkowski-Wojtaszek i Patryk Kumór, którzy również odpowiadają za produkcję utworu. W opisie utworu opublikowanego w serwisie YouTube napisano, iż:

»Ja tylko tutaj tańczę, nie zostanę tu na zawsze« – to świadomość przemijania i tego, że wszystko kiedyś się kończy. Bawię się i robię to, co chcę, czyli to, co dla mnie jest ważne. Mam jednak świadomość, że to tylko ten moment, że to jest chwilowe. Dlatego tak ważne są nasze życiowe wybory i życie w zgodzie z własną prawdą.

Singel ukazał się w formacie digital download 31 marca 2021 w Polsce za pośrednictwem wytwórni płytowej Universal Music Polska. Piosenka została umieszczona na trzecim albumie studyjnym Lanberry – Co gryzie panią L?.
21 kwietnia 2021 utwór został zaprezentowany telewidzom stacji TVP2 w programie Pytanie na śniadanie. 30 maja wykonała singel w magazynie śniadaniowym Dzień dobry TVN.

## Teledysk
Do utworu powstał teledysk w reżyserii Adama Romanowskiego, który udostępniono w dniu premiery singla za pośrednictwem serwisu YouTube.

## Lista utworów
- Digital download[3]

1. „Tylko tańczę” (Carbon Remix) – 2:24
2. „Tylko tańczę” – 3:13